# YOLZ IN THE SKY
YOLZ IN THE SKY（ヨルズインザスカイ）は日本のバンド。2003年結成。略称はYOLZ（ヨルズ）。

## メンバー
- 萩原 孝信（ボーカル）
- 柴田 健太郎（ギター）
- 室田 真吾（ベース）
  - 2010年脱退、2019年に再加入
- 平瀬 晋也（ドラムス）
  - 2012年脱退、2019年に再加入

## 概要
2003年結成。2007年にLess Than TVより1stアルバムをリリース後、フジロックフェスティバル、SXSWなどに出演。2009年、felicityより2ndアルバム『IONIZATION』を発表。
2010年、室田真吾が脱退。2012年、felicityより3rdアルバム『DESINTEGRATION』を発表。平瀬晋也が脱退。
2015年、felicityとBAYON PRODUCTIONより4thアルバム『HOTEL』を発表。2019年、室田真吾と平瀬晋也が再加入。

## 作品
- 「DEMO1」発売日不明
- 「DEMO2」発売日不明
- 「YOLZ IN THE SKY」2007.04.04[3]
- 「IONIZATION」2009.11.04[4]
- 「DESINTEGRATION」2012.03.14[5]
- 「HOTEL」2015.12.09[6]

### コンピレーション・アルバム
- 「真珠」発売日不明
- 「strange」2007.03.07　参加曲：『地下室のピエロ』[7]
- 「post flag」2008.07.15　参加曲：『Pink Flag』
- 「Kill Your TV」2009.04.22　参加曲：『Oh My Balance』
- 「kaikoo planet Ⅱ」2012.03.21　参加曲：『FAST CAR DRIVE alternative version』
- “「CLEAR CUT 200 (NEW WORK FELICITY 2008- 2014)」 Compiled by Yakenohara”　2014.11.12　参加曲『I READY NEEDY』[8]
- 「Throw Away CDs Go Out To A Show」2017.08.16　参加曲『Invisible』